# بژ

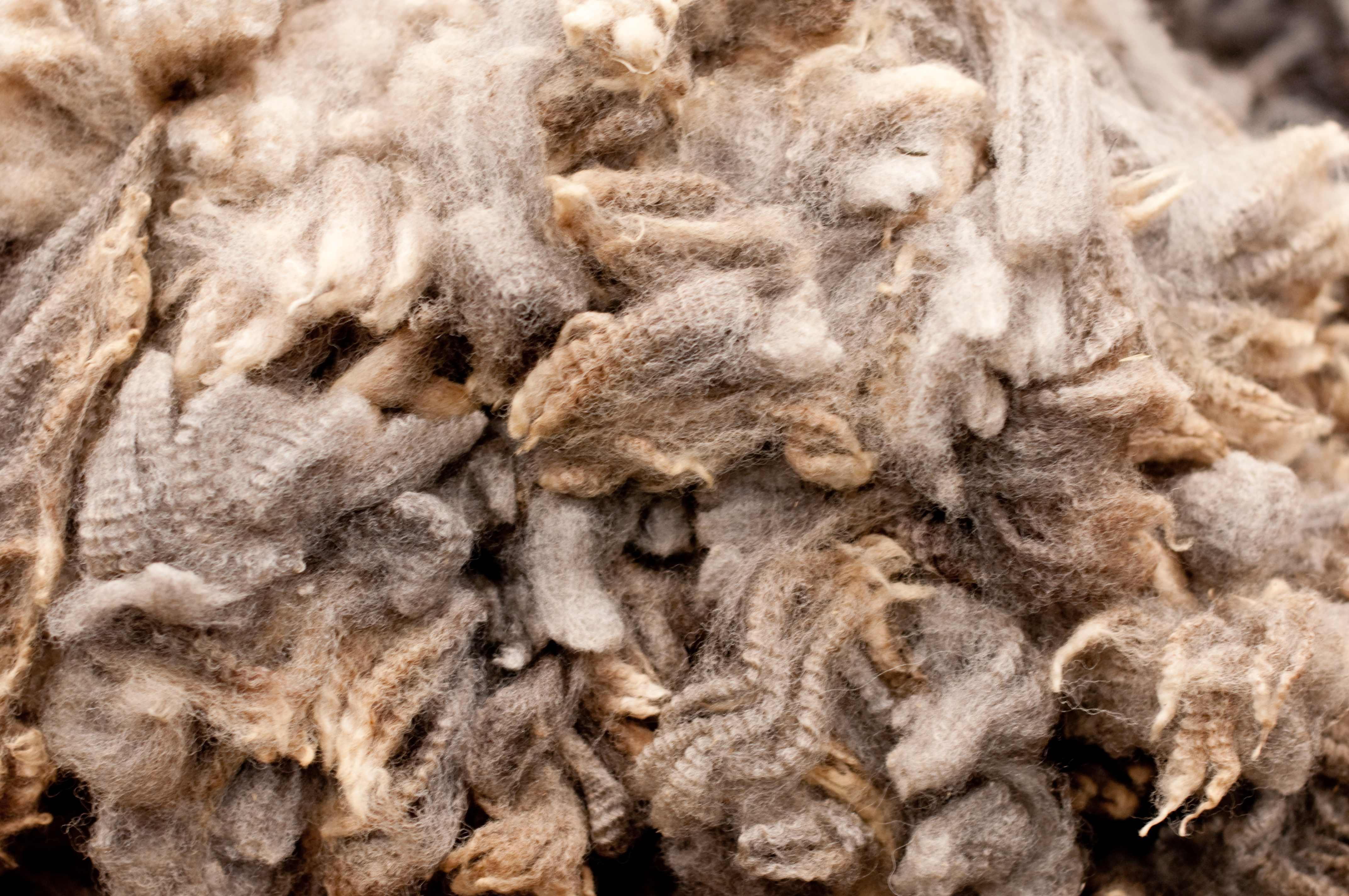
بژ کلمه فرانسوی برای رنگ پشم طبیعی است. پشم تازه بریده‌شده از نمایشگاه زمستانی پادشاهی.

رنگ بژ به‌صورت مختلف به‌عنوان رنگ حنایی شنی کم‌رنگ،  مایل به قهوه‌ای، مایل به خاکستری، قهوه‌ای مایل به زرد یا مایل به خاکستری روشن، یا زرد کم‌رنگ تا خاکستری توصیف می‌شود.  نام آن از زبان فرانسوی گرفته شده است، جایی که این کلمه در اصل به معنای پشم طبیعی است که نه سفید شده و نه رنگ شده است، از این رو، به رنگ پشم طبیعی است.   از آن برای توصیف انواع رنگ‌های روشن که برای ظاهر خنثی یا گرم کم‌رنگ آنها انتخاب شده‌اند استفاده می‌شود.

## انواع رنگ‌های بژ
- لاته کیهانی
- کرم‌رنگ
- ابریشم سفیدنشده
- توسکانی
- نخودی
- شن بیابان
- اکرو
- خاکی
- بژ فرانسوی روشن
- بژ فرانسوی
- بژ متوسط

## نگارخانه

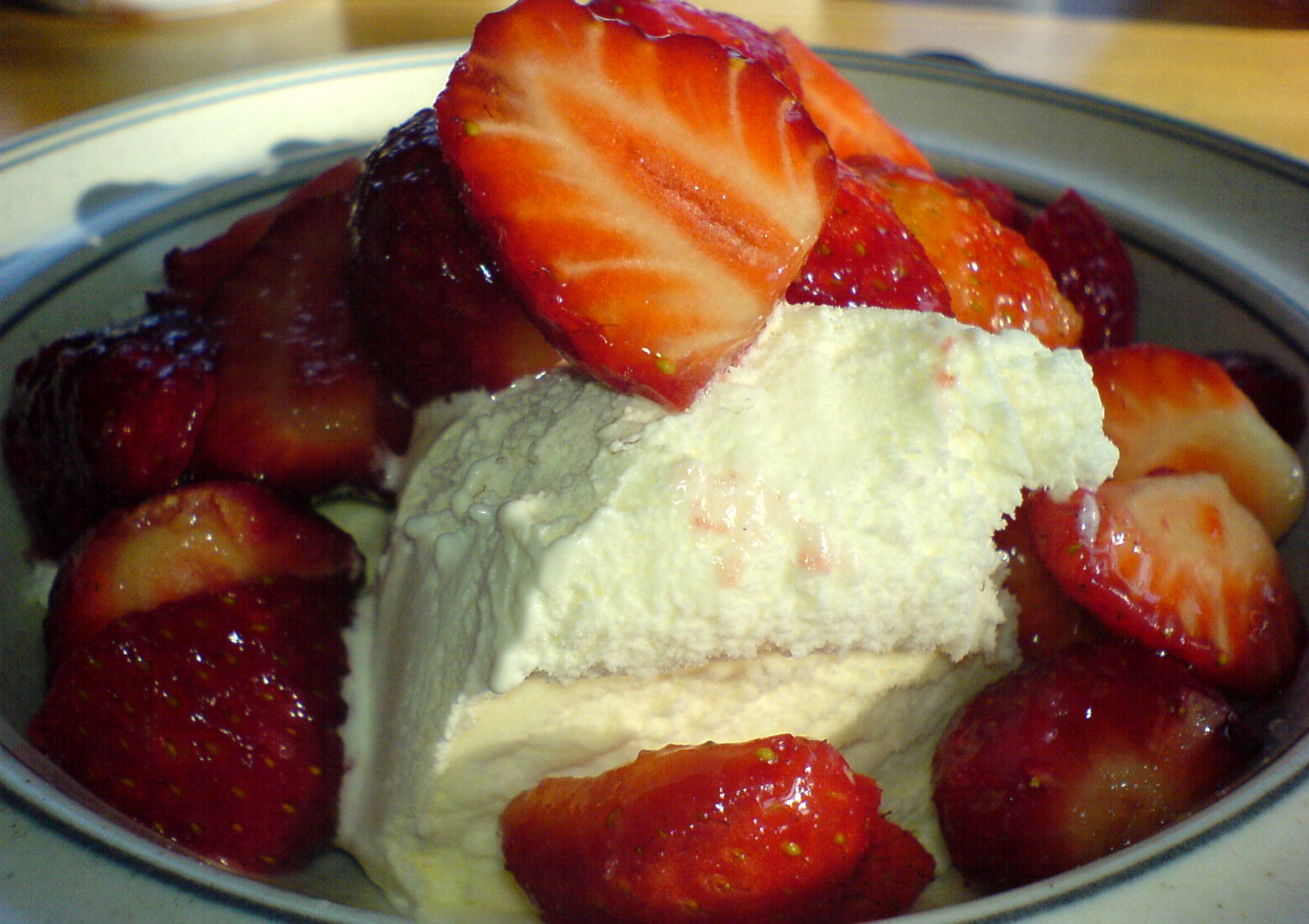
توت‌فرنگی با بستنی وانیلی
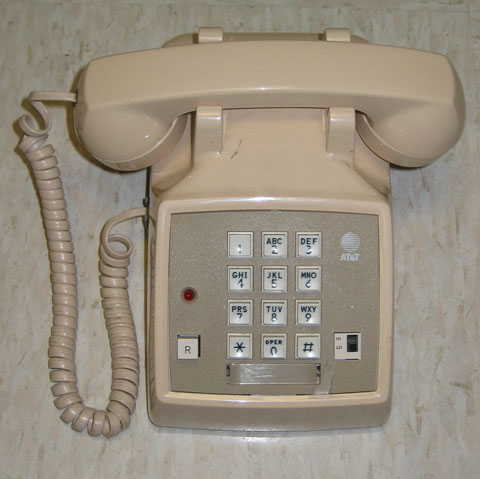
یک تلفن AT&T به رنگ بژ